# بانگی، سافک
latitudeبانگی، سافکlongitudeبانگی، سافک
بانگی، سافک (به انگلیسی: Bungay) یک منطقهٔ مسکونی در انگلستان است که در شرق انگلستان واقع شده‌است.

## خصوصیات
بانگی ۵٬۱۲۷ نفر جمعیت دارد.